# Égkék császárlégykapó
Az égkék császárlégykapó (Hypothymis coelestis) a madarak osztályának verébalakúak (Passeriformes) rendjébe és a császárlégykapó-félék (Monarchidae) családjába tartozó faj.

## Rendszerezése
A fajt Arthur Hay skót katona és ornitológus írta le 1877-ben.

## Alfajai
- Hypothymis coelestis coelestis (Tweeddale, 1877) - Luzon, Samar, Dinagat, Mindanao, Basilan és Tawi-Tawi szigetek
- Hypothymis coelestis rabori (Rand, 1970) - Sibuyan és Negros, 1959 óta nem észlelték, elképzelhető, hogy kihalt. [2]

## Előfordulása
Délkelet-Ázsiában, a Fülöp-szigetek területén honos. Természetes élőhelyei szubtrópusi és trópusi síkvidéki esőerdők, folyók és patakok környékén. Állandó, nem vonuló faj.

## Megjelenése
Testhossza 15–16 centiméter, testtömege 13,6 gramm.

## Életmódja
Feltehetően rovarokkal táplálkozik.

## Természetvédelmi helyzete
Az elterjedési területe nem nagy és az erdőirtás miatt még csökken is, egyedszáma 2 500 példány alatti és csökken. A Természetvédelmi Világszövetség Vörös listáján sebezhető fajként szerepel.

## Külső hivatkozások
- Képek az interneten a fajról
- Xeno-canto.org - a faj hangja és elterjedési területe